# Dana Widawski
Dana Widawski (* 8. März 1973 in Berlin) ist eine in Berlin lebende deutsche Künstlerin, die intermedial in den Bereichen Skulptur, Porzellan- und Keramikkunst, Installation, Zeichnung, Animation und Konzeptkunst arbeitet.

## Wirken
Dana Widawski absolvierte zunächst eine Lehre zur Malerin in der Schauwerbegestaltung und studierte danach von 1995 bis 2000 Textildesign an der Burg Giebichenstein Kunsthochschule Halle. Auf ihr Diplom folgte 2000 bis 2001 ein Graduiertenstudium und von 2004 bis 2006 ein Studium in Art in Context an der Universität der Künste Berlin, das sie mit einem Master of Arts abschloss.
Seit 2001 ist sie als freie Künstlerin tätig und war international in Einzel- und Gruppenausstellungen vertreten, darunter Art Mûr Montréal, Freies Museum Berlin, ART MAMA/Tasumi Orimoto Tokyo, Neues Kunsthaus Ahrenshoop, Ostrale Biennale Dresden, Galerie Gilla Lörcher Berlin, Stadtgalerie Schwabach, Galerie Antonella Cattani Bozen, Art Karlsruhe, Art Verona, Luxembourg Art Week und danubeVIDEOARTfestival. Sie wurde mehrfach mit Preisen ausgezeichnet; so erhielt sie 2001 den Förderpreis der Wilhelm Lorch Stiftung, 2011 den Schwabacher Kunstpreis, und war 2018 Gewinnerin des 2. Platzes des L102.Art Prize.
Außerdem erhielt sie Aufträge für Kunst am Bau, unter anderem der Georg-Friedrich-Händel-Halle in Halle (2002), der Biennale Ortung der Stadt Schwabach (2011) und eines Musik- und Bibliothekzimmers in Wendelstein (2014).
Ihre bildnerische Arbeit reicht von Skulptur, zeichnerischen und malerischen Arbeiten bis zu Interieur, Rauminstallationen und Animationen. Ein Markenzeichen ist ihr Einsatz historischer kunsthandwerklicher Techniken, wie etwa Porzellan- und Keramik-Skulptur und -Malerei, Unterglasurmalerei, Schablonenmalerei und Ornamentik, in Kombination mit unerwartet politischen oder humorvollen aktuellen Inhalten. So spielen ihre Arbeiten oft mit dem Reiz des Scheinbar-Trivialen und Vertrauten und liefern in dieser Hülle einen politisch-zeitkritischen, provokanten oder humorvoll anregenden Inhalt. So finden sich etwa in ihrer Arbeit Mischwesen (2014–2019), auf Keramikfliesen in Unterglasmalerei gemalt, neben „vertrauter“ Fliesen-Ornamentik auch erotische Mischwesen: Von einem an Rohren angeketteten Mann-Frosch-Wesen, bis zur „Drachenbezwingerin“, die ungerührt auf einem erlegten Tier-Mann-Wesen sitzt und versonnen Blumenblätter abzuzählen scheint. Das Changieren zwischen Kitsch und Kunst wird dabei durch die handwerklich kunstvolle Ausführung zu einem Vabanque-Spiel, in dem der Rezipient sich selbst verorten muss, um Grenzen zu ziehen oder Erweiterungen zuzulassen. Durch das oftmals Serielle der Arbeiten wird das Spiel mit Erwartung und Irritation, Wiederholung und Überraschung zusätzlich gesteigert.
In ihrer mit dem Schwabacher Kunstpreis prämierten Arbeit Aurum Roses (2011) wiederum verband sie in einer Rauminstallation in einem Holzschuppen eine Wandarbeit, ein mit Goldschlägerhämmern verfremdetes Hintergrund-Ornament aus dem 15. Jahrhundert, das auf die 500-jährige Handwerkstradition in Schwabach hinweist, mit klassizistisch anmutenden Medaillons, in denen jedoch aktuelle Porträts philippinischer Kinder aus der Goldgräberstadt Diwalwa abgebildet sind, die in Kinderarbeit den Lebensunterhalt für ihre Familien mit dem hämmernden Zerkleinern von Erz-Resten aus den Goldminen verdienen. Der Kontrast zwischen dem vermeintlich nur Dekorhaften, das an Inneneinrichtungen von Herrenhäusern erinnert, und der harten Realität der Kinderarbeit wird in der Arbeit noch komplettiert durch einen in der Raummitte platzierten Schwabacher Goldbarren in musealer Präsentation in einer Glasvitrine auf Sockel, der jedoch im Efeu überwucherten alten, scheinbar vergessenen, „wertlosen“ Schuppen steht. Gewissermaßen eine Installation zwischen „Herrenhaus und Sklavenhütte“, die ähnlich dem berühmten Titel des soziologischen Klassikers von Gilberto Freyre die Zusammenhänge zwischen Reichtum und Ausbeutung sichtbar machen möchte. Die Künstlerin selbst schreibt, dass ihre Arbeit neben vielfältigen Deutungsszenarien ins Bewusstsein rufen möchte, dass „die glänzende und die dunkle, für uns meist unsichtbare Seite des Goldgeschäfts bis heute untrennbar miteinander verknüpft“ seien.
Das Atelier der Künstlerin befindet sich im Berliner Stadtteil Wedding in der Drontheimer Straße und ist durch das Fassadenkunstwerk Hommage an die Baukunst (2015) weithin erkennbar. Die Künstlerin ersetzte bei ihrem Einzug den zerstörten mittleren Giebel durch einen gemalten Ziergiebel, der von zwei weiblichen Figuren, sogenannten Karyatiden, getragen wird, die jedoch nicht klassisch gewandet und verhüllt, sondern in Zimmermannskleidung, gerüstet mit Vorschlaghammer und Schlagbohrer, „augenzwinkernd antike Baukunst zitieren“ sollen. Am unteren Teil der Fassade sind zusätzlich inmitten floraler Arabesken Zangen, Hämmer, Maurerkellen, Schraubenzieher und Gabelschlüssel versteckt.
Neben ihrer freien künstlerischen Tätigkeit bearbeitet sie seit 2001 zudem als Restauratorin Aufträge für Wandmalerei und Fassadenkunst.

## Auszeichnungen
- 2020: Nominierung für Armin-Sandig-Preis – Kunstverein Hof, Hof[16]
- 2018: L102.ART PRIZE 2018 – Moment of Change, 2. Platz für die Skulptur Figures de Décoration
- 2011: Kunstpreis der Stadt Schwabach für Installation Aurum Roses
- 2001: Förderpreis der Wilhelm-Lorch-Stiftung – Kunst am Bau Umsetzungspreis für Briefe an ein Orchester, Händel-Halle, Halle
- 2000: Graduiertenstipendium der HKD Burg Giebichenstein, Halle

## Ausstellungen
Einzelausstellungen:
- 2023/24 Broken Flowers – Dana Widawski, Art Mûr, Montreal[17]
- 2020/21 Dana Widawski – Décoration de Luxe, Galerie Antonella Cattani, Bozen[18]
- 2019 Dana Widawski – Figures de Décoration und Greg Payce – Transfiguration, Art Mûr Berlin
- 2019 Keramik- und Schablonenmalerei, Neues Schloss Ostromecko, VI Kunst-Festival „Eye Never Sleep“, Bydgoszczc (Polen)
- 2014 Blaupause – Unterglasurmalerei – Galerie Gilla Lörcher Contemporary Art, Berlin
- 2012 mustergültig – Schablonendrucke – Stadtgalerie Schwabach
- 2012 Arts & Morris – Schablonendrucke und Installation – Galerie Gilla Lörcher Contemporary Art, Berlin
- 2006 Feuchtraum – Installationen und Zeichnungen – Kunstfaktor Produzentengalerie, Berlin
- 2003 ZwischenRäume – Textile Installation und Objekte – Kunstfaktor Produzentengalerie, Berlin

Gruppenausstellungen (Auswahl):
- 2021 MÖBELhAUSKUNST im Kunsthaus sans titre, Potsdam[19]
- 2021 Terra Nova -Galerie Art Mûr – Montréal, Québec/Kanada
- 2021 Gruppenausstellung: Armin-Sandig-Preis 2020 Kunstverein Hof, Hof
- 2019 OSTRALE 2019 – Biennale – Dresden
- 2019 Der Schein der Dinge – Scotty Enterprises, Berlin
- 2018 Moments of Change – L102 Art Prize (2. Preis) – Kunstverein L 102.art, Berlin
- 2018 Wunsiedler Wasserspiele – Kunstfestival – Wunsiedel
- 2016 Ziegen – Die Ziege in der Bildenden Kunst – Galerie Mutter Fourage, Berlin-Wannsee
- 2016 De Lirio-Raritätenladen Vol. 1 – Galerie Braubachfive, Frankfurt a. M., kuratiert von Caro Suerkemper
- 2016 ornamental. – Projektraum Bethanien, Berlin, kuratiert von Jörg Hasheider
- 2015 Festliche Kunst – Kulturstiftung der Sparkasse Karlsruhe
- 2014 Art Video Screening – Galerie Gilla Lörcher Contemporary Art, Berlin
- 2013/14 Paper works – Zeichnungen von Dana Widawski, Susanne Jung und Owen Schuh – Galerie Gilla Lörcher Contemporary Art
- 2013 Zug um Zug – Localize Festival 2013, Bahnhof Pirschheide in Potsdam
- 2013 Gegenwart – Galerie Perpetuel, Frankfurt
- 2011 Ortung VII – Im Zeichen des Goldes – Kunstprojekt im öffentlichen Raum, Schwabach
- 2011 NordArt 2011 – Kunstwerk Carlshütte, Büdelsdorf
- 2011 danubeVIDEOARTfestival – Grein/Österreich
- 2010 TO–BE, Tokyo+Berlin Communication–Art 2010 – Freies Museum Berlin
- 2009 Berlin+Tokyo Communication Art – Galerie Higure 17-15 CAS, Tokio
- 2008 Abseits – Kunstfaktor Produzentengalerie Berlin
- 2006 Kunstwanderweg Ars Natura – Hessen, Burgruine Reichenbach
- 2005 Toteninsel – 30 Künstler nähern sich Arnold Böcklins Gemälde, Kunstfaktor Produzentengalerie Berlin
- 2003 Kunstfaktor Zossen

Messebeteiligungen:
- 2022 Antonella Cattani/Bolzano – Art Karlsruhe, AW Luxemburg
- 2021 Antonella Cattani/Bolzano – Art Verona, AW Luxemburg
- 2019 Art Mûr – Montréal/Berlin – POSITION BerlinWeek[20]

## Kunst am Bau
- 2015: Hommage an die Baukunst – Fassadenkunst – Drontheimer Str. 19, 13359 Berlin
- 2014: Das Musenzimmer – Wand-/Schablonenmalerei – Musikraum / Bibliothek in historisch restaurierten Fachwerkhaus, Wendelstein
- 2011: Die Drei vom Bau – Fassadenkunst – Revaler Str. 16, 10245 Berlin
- 2011: Aurum Roses – Wandmalerei / Installation – Schwabach
- 2002: Briefe an ein Orchester – textile Installation – G.F. Händel-Halle, Konzerthaus-Foyer, Halle/Saale[21]

## Publikationen (Auswahl)
- Fayence. Ausstellungskatalog, mit einem Text von Tanja Langer, Berlin 2016
- Arts & Morris. Ausstellungskatalog · Galerie Gilla Lörcher Contemporary Art, mit einem Text von Wolfgang Siano, Berlin 2012
- Ornament & Crime. Printed Art 2007–2011, mit einem Text von Anna Stern, Berlin 2011[22]